# Brownistas
Brownistas es el nombre de una secta que se formó de la de los puritanos a fines del siglo XVI en Inglaterra. Se denominó así por Robert Brown, su jefe.

## Biografía de Brown
Robert Brown era de una familia bastante acomodada de Rullandshire y pariente del lord tesorero Burleigh. Hizo su carrera en Cambridge y empezó a publicar sus opiniones y a declamar contra el gobierno eclesiástico en Norwich en 1580, lo que le atrajo el resentimiento de los obispos. Se alababa él mismo de haber sido encarcelado por esta causa en treinta y dos prisiones diferentes, tan oscuras que no podía distinguir la mano aun en medio del día. A consecuencia de esto salió del reino con sus seguidores y se retiró a Midelburg en Zelandia, en donde él y sus adictos obtuvieron de los Estados el permiso de edificar una iglesia, para servir a Dios en ella a su manera. Poco tiempo después se dividieron entre sí. Se separaron muchos lo que disgustó de una manera tal a Brown, que dimitió su encargo y volvió a Inglaterra en 1589, en donde abjuró de sus errores y fue nombrado rector en una iglesia de Northamptonshire, en donde murió el año 1630.

## Consecuencias
El cambio de Brown ocasionó la ruina de la iglesia de Middlebourg pero las semillas de su sistema no pudieron destruirse fácilmente en Inglaterra. Sir Walter Raleigh, en un discurso compuesto en 1692, cuenta hasta veinte mil personas imbuidas en las opiniones de Brown. Sus seguidores rechazaban toda especie de autoridad eclesiástica. Querían que el gobierno de la Iglesia fuera enteramente democrático. Entre ellos el ministerio evangélico era una simple comisión revocable; cada uno de los miembros de la sociedad tenía el derecho de hacer exhortaciones y preguntas acerca de lo que se había predicado. Los independientes que se formaron después de entre los brownistas adoptaron parte de sus opiniones.
La reina Isabel persiguió vivamente esta secta. En su reinado, se llenaron las cárceles de brownistas y aun algunos fueron ahorcados. La comisión eclesiástica y la cámara estrellada los persiguió con tanto rigor que se vieron obligados a abandonar Inglaterra. Muchas familias se retiraron a Ámsterdam, en donde formaron una iglesia y eligieron por pastor a Johnson y después de él a Ainsworth, conocido por un comentario sobre el Pentateuco. Entre sus jefes se cuentan Barrow y Wilkinson. Su iglesia duró cerca de cien años.